# 302e escadrille de chasse polonaise
La 302e escadrille de chasse polonaise, dite également de « Poznań » (Poznański) est une escadrille de chasse dont les pilotes polonais combattaient au sein de la Royal Air Force durant la Seconde Guerre mondiale.

Écusson du 302

La '302' est moins célèbre que la 303, mais elle fut une des premières à être formée au sein de la RAF.
L’escadrille est dissoute en décembre 1946.

## Statistiques

### Victoires
| 1940-1945                 | Résultats |
| ------------------------- | --------- |
| Victoires certaines       | 44 1/2    |
| Probables                 | 24        |
| Avions ennemis endommagés | 16        |

## Équipement
De sa création en juillet 1940 à octobre 1941, l’escadrille vole sur plusieurs modèles successifs de Hawker Hurricane. À compter de cette date, l’unité est équipée de Supermarine Spitfire.

## Commandants
- Wacław Król
- Mieczysław Mümler
- Stefan Witorzeńć

## Pilotes
- Bolesław Gładych
- Antoni Głowacki
- Władysław Gnyś
- Eugeniusz Horbaczewski
- Henryk Szczęsny